# Jessica Broekhuis
Jessica Broekhuis (Hilversum, 27 oktober 1964) is een oud-televisiepresentatrice bij de AVRO, Veronica en RTL 4.
Broekhuis studeerde aan de Universiteit van Amsterdam communicatiewetenschappen en politicologie.
In 1990 en 1991 presenteerde ze samen met onder anderen Carlo Boszhard het wekelijks jongerenprogramma van de AVRO, Pauze-TV. Van 1991 tot 1993 presenteerde ze het programma Forza TV, samen met Humberto Tan. In 1993 presenteerde ze het wekelijkse filmmagazine TV-Film van de AVRO. Tot een echte televisiedoorbraak kwam het echter niet. Tussen 1995 en 1999 presenteerde ze nog een aantal belspelletjes (Call TV) bij Veronica, zoals Wekdienst, Cracks of kruks en Van 2 tot 4 op 6.
Daarna raakte ze verslaafd aan casinobezoek, drank en drugs. Ze was daarom in rehab in Zuid-Afrika.
In 2016 publiceerde zij het boek "STOP" over haar drank-, coke- en gokverslaving. 
- Nederlandse Thesaurus van Auteursnamen: 406683808
- Virtual International Authority File: 53147481496049241715
- WorldCat: E39PBJx4m6jYjdgGkQw6xVCxXd